# Тур, Пётр Львович
Пётр Львович Тур (настоящая фамилия — Рыжей; 1908—1978) — советский сценарист и драматург. Лауреат Сталинской премии первой степени (1950).

## Биография
Пётр Рыжей родился 11 (24) января 1908 года в Киеве в еврейской семье. В 1920 году работал в газете «Красная Армия». Учился на режиссёрском факультете Ленинградского института сценических искусств. С 1925 года сотрудничал в газете «Смена», затем — в «Ленинградской правде»; с 1934 года — в газетах «Комсомольская правда» и «Известия». В годы Великой Отечественной войны был военным корреспондентом газеты «Сталинский сокол». Известен как один из братьев Тур вместе с Л. Д. Тубельским (1905—1961), с которым с 1932 года работал в кино. Братья Тур способствовали развитию жанра советской приключенческой драматургии. По их пьесе «Очная ставка» Ю. К. Олешей написан сценарий фильма «Ошибка инженера Кочина» (1939). После смерти Л. Д. Тубельского работал в содружестве со своей женой Ариадной Тур (урожд. Пугавко; 1915—2005). Сын — драматург Валерий Тур (1940—2009).
Скончался в Москве 2 октября 1978 года. Похоронен в Москве на Новодевичьем кладбище рядом с Л. Д. Тубельским (участок № 5).

## Сочинения
- сборник рассказов и фельетонов «Бомбы и бонбоньерки» (1929)

Пьесы
- «Очная ставка» (1937)
- «Софья Ковалевская» (1943)
- «Губернатор провинции» (1947)
- «Особняк в переулке» (1949)
- «Чрезвычайный посол» (1969; совместно с А. Тур)

## Фильмография
- 1932 — Плотина

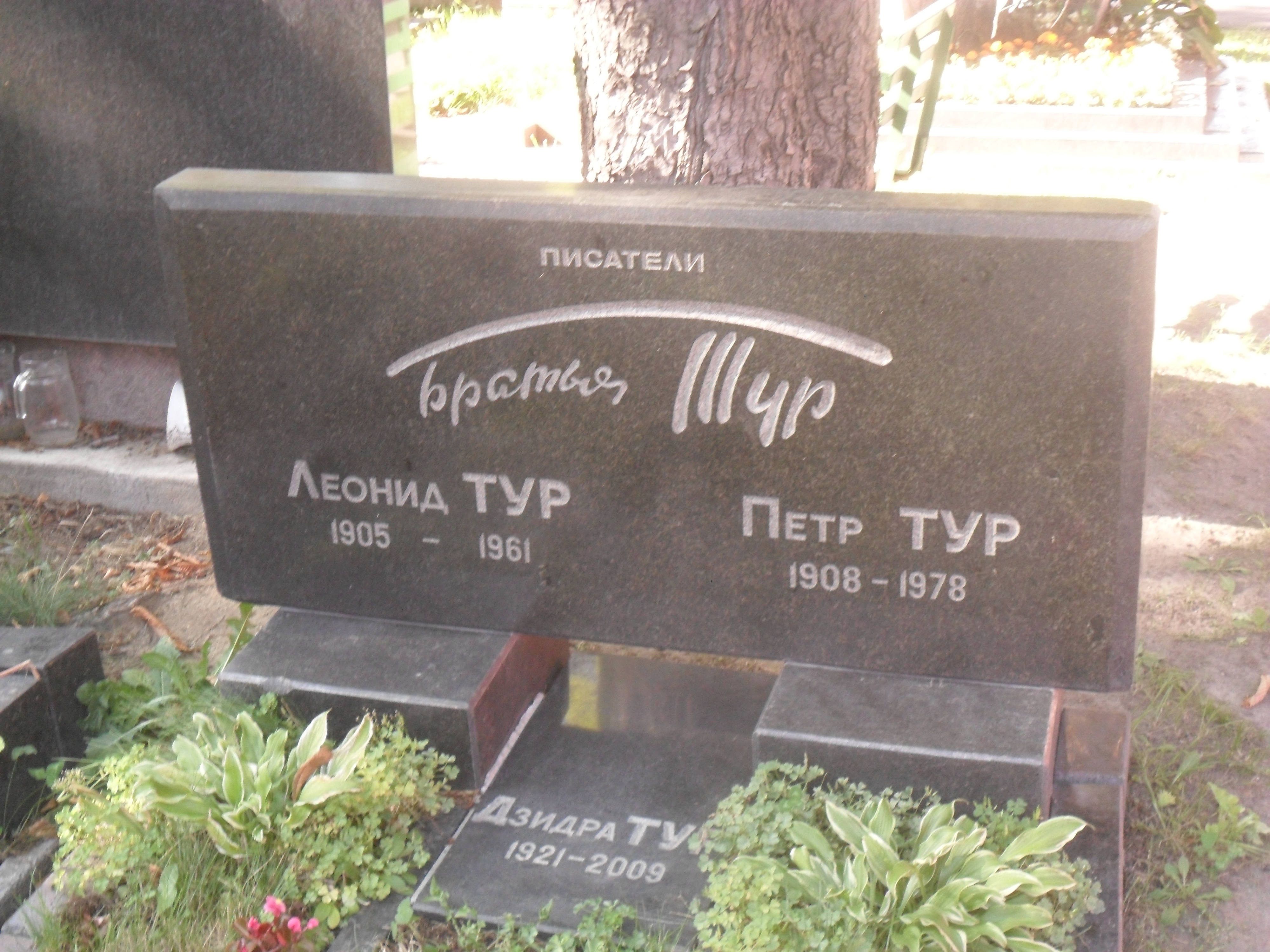
Могила братьев Тур на Новодевичьем кладбище Москвы.

- 1944 — Поединок (совместно с Л. Р. Шейниным)
- 1945 — Беспокойное хозяйство
- 1949 — Встреча на Эльбе (совместно с Л. Р. Шейниным)
- 1954 — Испытание верности (совместно с И. А. Пырьевым)
- 1956 — Софья Ковалевская (по собственной пьесе)
- 1959 — Золотой эшелон
- 1969 — Посол Советского Союза (по пьесе «Чрезвычайный посол»)

## Награды и премии
- орден Отечественной войны 2-й степени (26.02.1945)
- орден Трудового Красного Знамени (28.10.1967)
- орден Красной Звезды (30.04.1943)
- медали
- Сталинская премия первой степени (1950) — за сценарий фильма «Встреча на Эльбе» (1949)